# Cymodusa nicolei
Cymodusa nicolei är en stekelart som beskrevs av Sanborne 1986. Cymodusa nicolei ingår i släktet Cymodusa och familjen brokparasitsteklar. Inga underarter finns listade i Catalogue of Life.